# .fj
.fj è il dominio di primo livello nazionale delle Figi.
È amministrato dalla Università del Pacifico del Sud.

## Domini di secondo livello
Sono disponibili i seguenti domini di secondo livello:
- .ac.fj
- .biz.fj
- .com.fj
- .info.fj
- .mil.fj
- .name.fj
- .net.fj
- .org.fj
- .pro.fj
- .gov.fj